# One Dag Hammarskjöld Plaza
One Dag Hammarskjold Plaza je mrakodrap v New Yorku. Má 49 podlaží a výšku 191,5 metrů. Byl dokončen v roce 1972 podle projektu společností Emery Roth & Sons a Raymond & Rado. Budova disponuje prostory o výměře 69 675 m2, z toho většinu zabírají kanceláře a také zde sídlí velvyslanectví nebo zastoupení při OSN několika zemí.